# Terremoto de Pucallpa de 2011
El terremoto de Pucallpa de 2011 fue un movimiento telúrico ocurrido a las 12:46:11 hora local (17:46:11 UTC), del 24 de agosto de 2011 que alcanzó la magnitud 7,0 en la escala de magnitud de momento. Según el Servicio Geológico de los Estados Unidos (USGS) un primer momento se estimó su magnitud en 6.8 grados, y posteriormente a 7.0. El Centro de Alertas de Tsunamis del Pacífico, descartó la posibilidad que este evento sísmico generase tsunamis por su localización.

## Epicentro y zonas más afectadas
El epicentro se ubicó a 44 kilómetros al sureste de Contamana en el departamento de Loreto, 82 kilómetros al norte de Pucallpa, 315 kilómetros al noreste de Huánuco y a 567 kilómetros al norte-noreste de Lima y tuvo una profundidad de 145,1 kilómetros.
El sismo remeció con fuerza la selva peruana, principalmente los departamentos de Loreto, San Martín, Ucayali, Madre de Dios, Junín, así como Ica, Huánuco, Lima, Lambayeque, Áncash, Piura, Ayacucho, Pasco y Huancavelica. Así mismo fue percibido en gran distancia del epicentro, en ciudades cómo Bogotá, Guayaquil y gran parte del oeste de Brasil.

## Daños
Tras el sismo se reportaron daños leves en infraestructura de colegios y algunas casas ubicadas en las localidades peruanas de Junin, Ucayali, Loreto. Un cerro en Moyobamba se derrumbó dejando incomunicadas a las comunidades de Uchubamba, Chacaybamba, entre otras. Dieciocho escolares de la institución educativa Nuestra Señora del Carmen de la ciudad de Jauja resultaron heridos tras el sismo tras correr y tropezar por evacuar.
Las líneas telefónicas se congestionaron y en las ciudades del epicentro se reportó daños materiales leves y cortes de energía eléctrica. También se reportó deslizamientos de tierra entre Jauja y Moyobamba, al igual que en otras ciudades de la sierra central.

## Réplicas
El Instituto Geofísico del Perú, registro 3 réplicas no sentidas por la población a escasos minutos después del sismo principal. El USGS registró una replica de magnitud 5.4 (Mb) poco después de la 1 p. m.. (hora local).